# Home, Sweet Home
Home, Sweet Home is een Amerikaanse dramafilm uit 1914 onder regie van D.W. Griffith. Het scenario is gebaseerd op het leven van de Amerikaanse acteur en toneelschrijver John Howard Payne.

## Verhaal
De acteur en toneelschrijver John Howard Payne wordt geruïneerd door zijn carrière in het theater. Tijdens die moeilijke periode schrijft hij een lied over gelukkiger tijden. Dat nummer wordt in geen tijd bijzonder populair.

## Rolverdeling
| Acteur              | Personage                       |
| ------------------- | ------------------------------- |
| Henry B. Walthall   | John Howard Payne               |
| Josephine Crowell   | Moeder van Payne                |
| Lillian Gish        | Liefje van Payne                |
| Dorothy Gish        | Zus van het liefje van Payne    |
| Fay Tincher         | Mondaine vrouw                  |
| Mae Marsh           | Mary Smith                      |
| Spottiswoode Aitken | James Smith                     |
| Robert Harron       | Robert Winthrop                 |
| Miriam Cooper       | De verloofde                    |
| Mary Alden          | De moeder                       |
| Donald Crisp        | De zoon van de moeder           |
| James Kirkwood      | De zoon van de moeder           |
| Jack Pickford       | De halvegare zoon van de moeder |
| Fred Burns          | De sheriff                      |
| Courtenay Foote     | De echtgenoot                   |